# خوان كاميلو نوفوا
خوان كاميلو نوفوا (بالإسبانية: Juan Camilo Novoa)‏ (مواليد 5 أكتوبر 1981) هو ملاكم كولومبي، مثّل بلاده في الألعاب الأولمبية الصيفية 2004.

## روابط خارجية
خوان كاميلو نوفوا على موقع بوكس ريك (الإنجليزية) (registration required)
- خوان كاميلو نوفوا على موقع أوليمبيديا (الإنجليزية)